# Fiebre de amor
Fiebre de Amor é um filme musical mexicano de 1985, dirigido por René Cardona Jr. e protagonizado por Luis Miguel e Lucero.

## Sinopse
Uma jovem que mora em Acapulco, vibra com a notícia de que seu ídolo, um cantor teen, virá à cidade para shows. A partir daí, ela passa a imaginar situações em que os dois se encontram, e faz de tudo para conhecê-lo. Em uma dessas ocasiões, ela acaba sendo sequestrada por uma quadrilha e cabe ao cantor ir atrás deles e salvá-la.

## Elenco
- Lucero: Lucerito
- Luis Miguel
- Lorena Velázquez
- Guillermo Murray
- Maribel Fernández
- Carlos Monden
- Monica Sanchez Navarro

## Trilha sonora
A trilha sonora do filme foi lançada em 1985, tendo Luis Miguel e Lucero como os únicos intérpretes.